# Maarianrinteet
Maarianrinteet est une très petite station de sports d'hiver située en  Finlande, sur le territoire de la commune de Kaavi, dans la région de Savonie du Nord.

## Domaine skiable
Le dénivelé maximal est de 140 mètres. La plus longue piste mesure 1 050 mètres. Cinq pistes sont éclairées, pour permettre la pratique du ski nocturne.